# Éloge de la ville dans l'Égypte antique
L‘éloge de la ville est un genre littéraire propre au Nouvel Empire.
Ce sont des œuvres de piété personnelle, eulogies royales ou amusements de lettrés. Souvent poèmes adressés à Dieu[Quoi ?] ou à Pharaon, ils louent une ville que l'on regrette de quitter ou que l'on s'émerveille de découvrir. Les villes égyptiennes paraissent être la réalisation royale d'un plan divin.